# Husum Boldklub (dokumentarfilm)
Husum Boldklub er en dansk dokumentarisk optagelse fra 1934.

## Handling
Husum Boldklubs nye klubhus indvies. Der holdes taler og overrækkes hædersbevisninger foran klubhuset. Unge og lidt ældre mænd får hæftet en medalje på jakke-reverset.